# Floridsdorf
Floridsdorf, denumit și Sectorul 21, este un sector administrativ din Viena, situat în nordul orașului. Este unul din singurele două sectoare ce se află pe malul stâng al Dunării.